# Tannerl

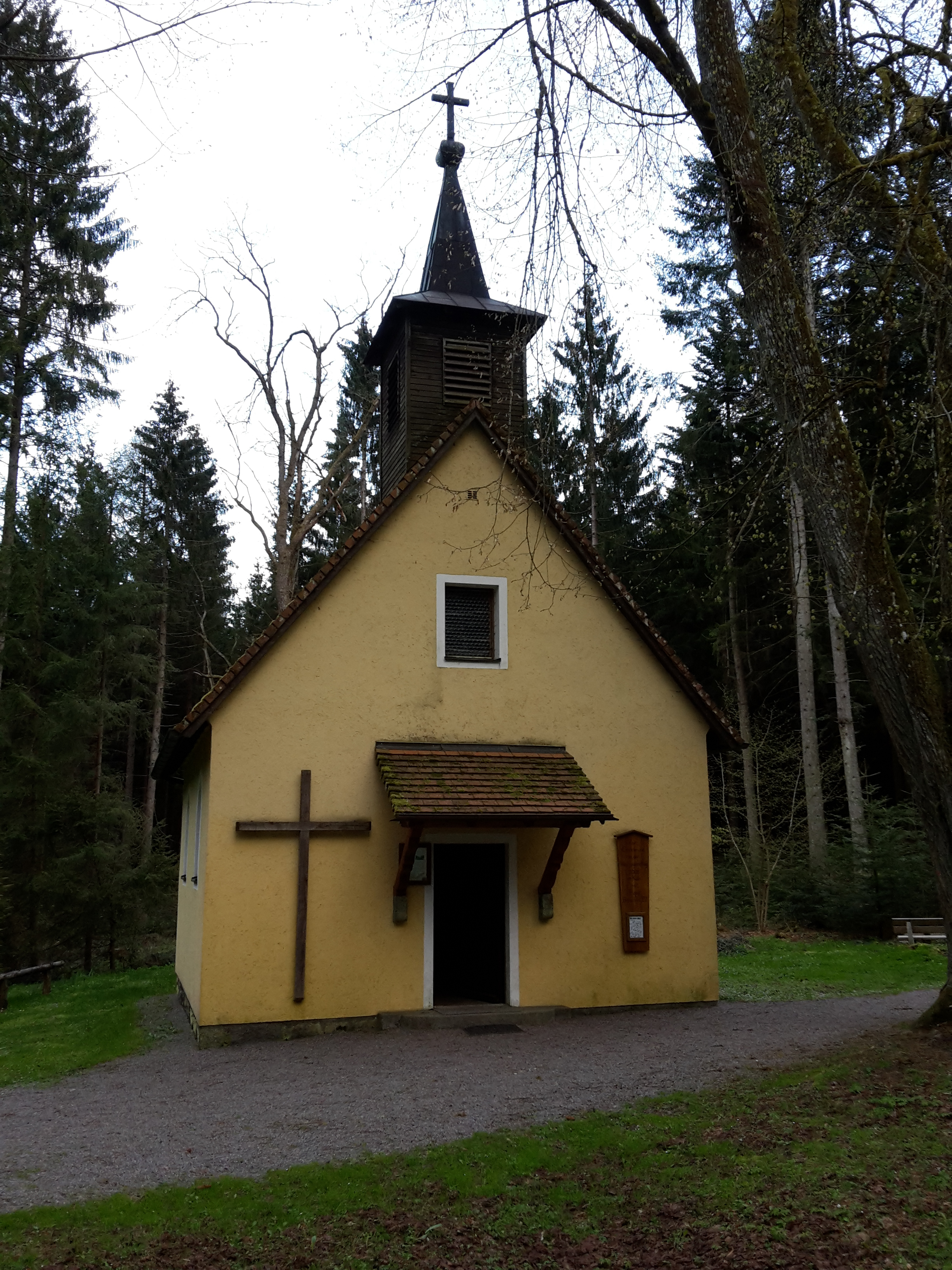
Tannerl-Kapelle

Die Wallfahrtskirche Tannerl ist eine dem Gegeißelten Heiland geweihte Kapelle des 17. Jahrhunderts, mitten im Thurn-und-Taxis-Wald im Markt Falkenstein im Landkreis Cham.
Die Wallfahrt zum Gegeißelten Heiland entstand im späten 17. Jahrhundert, als zahlreiche Gläubige zu einem an einer Tanne aufgehängten Gnadenbild pilgerten.

## Geschichte
Um das Jahr 1685 entdeckte eine Frau aus Falkenstein hinter dem Ofen bei ihrem Verwandten, dem Maurer Bernhard Fleischmann, der in Wörth an der Donau lebte, ein Gnadenbild. Es war ein altes Ecce-homo-Brustbild. Die Frau ermahnte den Besitzer, er solle dieses Bild zur Verehrung an einen öffentlichen Weg aufhängen. So machte er sich auf den Weg nach Falkenstein. In der Nähe des damals noch bestehenden Pönnhofes hängt er das Gnadenbild an einer kleinen Tanne auf. Wodurch die Pilgerung zur „Andacht und Verehrung Gottes bei diesem Ecce homo Bild den Anfang genommen hat“.
Mit Hilfe von Spenden konnte man im Jahre 1694 eine kleine hölzerne Kapelle mit einem Altar errichten, um das Bild zu verwahren. 1729 wurde die Kapelle aus Stein gebaut. Neben der Wallfahrtskapelle gab es auch einen Bauernhof, der dem Grafen von Toerring gehörte. In dem Bauernhof spielte sich im April 1809 ein blutiges Ereignis ab. Sechs Soldaten der französischen Armee unter Napoleon wollten den damaligen Pächter Georg Pohmann ausrauben. Doch Pohmann wehrte sich und erstach alle sechs Eindringlinge. Am 4. August 1905 brannte die Einöde nieder und wurde nicht mehr aufgebaut. Nur die kleine Wallfahrtskirche zum Gegeißelten Heiland blieb erhalten. Über die Jahre ist die Kapelle baufällig geworden und wurde im Jahre 1949 durch Pfarrer Hofstetter renoviert.

## Ausstattung der Wallfahrtskirche Tannerl

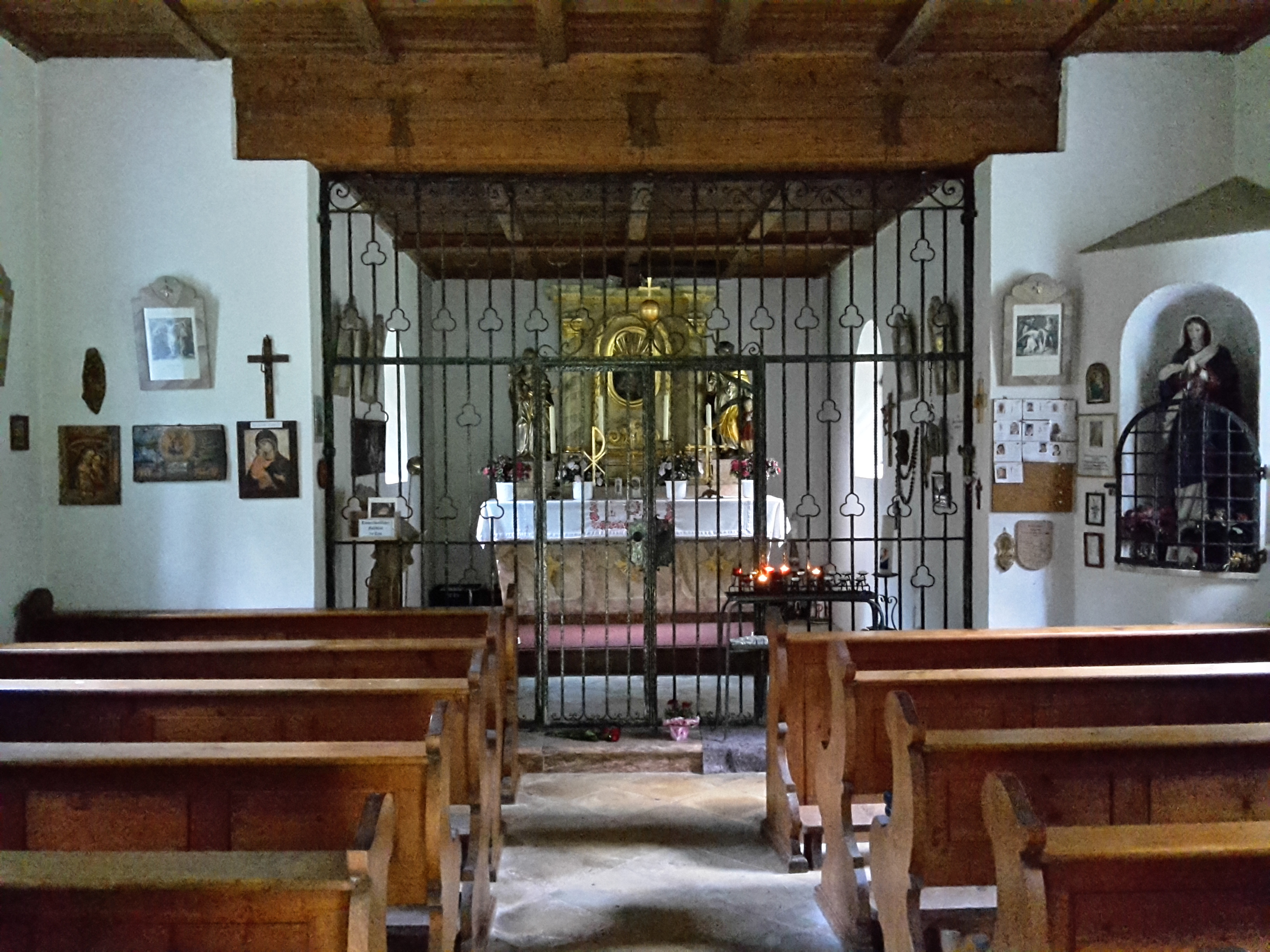
Innenansicht Tannerl-Kapelle

Im Choraltar befindet sich die Gnadenfigur, eine Halbfigur des schmerzhaften Heilandes. Die kleine Holzfigur stammt aus dem 17. Jahrhundert. Im Volksmund wird sie genannt „Unser Herrgott vom Tannerl“. Zu beiden Seiten des Altares stehen Barockfiguren des heiligen Joachim und der heiligen Anna. Im Jahre 1988 wurde die Wallfahrtskirche durch die Pfarrgemeinde Arrach innen und außen renoviert. Die Pfarrangehörigen haben durch Spenden und freiwillige Arbeitseinsätze die Renovierung ermöglicht. Seit der Renovierung befindet sich in der Wallfahrtskapelle auch eine Figur der Mutter Gottes. Sie wurde von der Pfarrei Rettenbach als Leihgabe zur Verfügung gestellt. Das Fürstliche Haus von Thurn und Taxis ließ das große Kreuz im Jahre 1988 renovieren.